# Велики ронац
Велики ронац, (лат. Mergus Merganser) је птица која припада фамилији пловки. Највећи је од седам врста ронаца. Ронци се могу наћи на ширем подручју северне Европе, Азије и Америке, са кога зими мигрирају у јужне пределе. У лету могу достићи брзину до 100km/h. 

## Изглед
Као и код многих других врста птица, мужјаци и женке Великог ронца у великој мери се разликују по изгледу. 
Мужјаци имају главу и врат смарагднозелене боје. Крила су на врховима смеђа, леђа црна, а остатак тела прекривен је белим перјем. 
Женка се својим изгледом боље уклапа у станиште. Има главу бакарно риђе боје и сивкасто-смеђе тело. Са задње стране главе има чупаву кресту. 
Дужина се креће од 57 до 69cm, распон крила је у просеку 90cm, а, тежина 1,3-1,7kg. Просечна дужина живота је 7 година. 

## Станиште
Велики ронац насељава језера и споре реке са пошумљеним обалама. 
Птице које живе на британском полуострву, Исланду, деловима Скандинавије и Немачке, у тим областима могу се наћи током целе године. Оне насељене у северној Европи и Азији, током зиме мигрирају у јужне делове Европе.
У наше пределе долазе у октобру, насељавају веће и мање реке у Србији, где остају до фебруара. Присутне су и на територији Београда, где долазе у зимским месецима због погодне микроклиме, која је последица утицаја града. У периоду од децембра до фебруара бораве на ушћу Саве у Дунав, око Великог и Малог ратног острва.

## Исхрана
Хране се рибом, коју лове зарањајући испод површине воде. Кљун је назубљен и тако прилагођен за лов.

## Гнежђење
Гнезди се од априла до јуна, у рупама дрвећа или сличним шупљинама. Женка полаже 8-12 јаја, чији је период инкубације 32-35 дана. Млади су оперјани након 8-9 недеља.

## Галерија
- Женка Великог ронца
- Мужјак Великог ронца
- Мужјак Великог ронца на презимљавању
- Женка великог ронца пред сезоне гнежђења на Врелу на Старој планини
- Женка великог ронца пред сезоне гнежђења на Врелу на Старој планини
- Пар великих ронаца на Компензационом базену у Пироту
- Јаја